# دانیل بارگیه‌ئوفسکی
دانیل بارگیه‌ئوفسکی (لهستانی: Daniel Bargiełowski؛ ‏۱۸ نوامبر ۱۹۳۲–۲۳ ژوئیه ۲۰۱۶) بازیگر، نویسنده و کارگردان نمایش اهل لهستان بود. وی برادر بازیگر لهستانی مارک بارگیه‌ئوفسکی و همچون او، دانش‌آموختهٔ آکادمی ملی هنرهای نمایشی الکساندر زلوروویچ در ورشو بود.
از فیلم‌هایی که وی در آن‌ها نقش داشته است، می‌توان به ازدواج مصلحتی اشاره نمود.